# Puchar Europy Mistrzów Klubowych (1981/1982)
XXVII Puchar Europy Mistrzów Klubowych 1981/1982

(ang. European Champion Clubs’ Cup)

## Runda wstępna
| AS Saint-Étienne – Dynamo Berlin 1:1 i 0:2 1 25.08 1981 0:1 López 25s, 1:1 López 75 2 01.09 1981 0:1 Netz 39, 0:2 Riediger 83 |

## I runda
| Aston Villa – Knattspyrnufélagið Valur 5:0 i 2:0 1 16.09 1981 1:0 Morley 6, 2:0 Withe 37, 3:0 Donovan 40, 4:0 Withe 68, 5:0 Donovan 69 2 30.09 1981 1:0 Shaw 25, 2:0 Shaw 70                                                                                                   |
| Dynamo Berlin – FC Zürich 2:0 i 1:3 1 16.09 1981 1:0 Schulz 53, 2:0 Riediger 59 2 30.09 1981 0:1 Jerković 2, 0:2 Jerković 22, 1:2 Ullrich 47, 1:3 Jerković 87 |
| Austria Wiedeń – Partizani Tirana 3:1 i 0:1 1 16.09 1981 0:1 Tomori 21, 1:1 Steinkogler 26, 2:1 Gasselich 27k, 3:1 Gasselich 62k 2 30.09 1981 0:1 Ballgjini 31 |
| Dynamo Kijów – Trabzonspor 1:0 i 1:1 1 16.09 1981 1:0 Błochin 74 2 30.09 1981 0:1 Metin 27, 1:1 Biessonow 56 |
| Hibernians FC – FK Crvena zvezda Belgrad 1:2 i 1:8 1 16.09 1981 1:0 Gonzi 38, 1:1 Juričić 72, 1:2 Janković 90 2 30.09 1981 0:1 Goračinov 1, 0:2 Petrović 20, 0:3 Šestić 35, 0:4 Petrović 41, 0:5 D. Savić 43, 0:6 D. Savić 58k, 0:7 R. Savić 62, 1:7 Gonzi 69, 1:8 R. Savić 87 |
| Ferencvárosi TC – Baník Ostrawa 3:2 i 0:3 1 16.09 1981 1:0 Pogany 22, 2:0 Pogany 40k, 3:0 Szokolai 47, 3:1 Lička 76, 3:2 Knapp 78k 2 30.09 1981 0:1 Šreiner 7, 0:2 Knapp 14, 0:3 Knapp 56k                                                                                     |
| Celtic F.C. – Juventus F.C. 1:0 i 0:2 1 16.09 1981 1:0 MacLeod 65 2 30.09 1981 0:1 Virdis 28, 0:2 Bettega 40 |
| Widzew Łódź – RSC Anderlecht 1:4 i 1:2 1 16.09 1981 0:1 Lozano 40k, 0:2 Lozano 73, 0:3 Hansen 79, 1:3 Smolarek 82, 1:4 Petursson 90 2 30.09 1981 0:1 Brylle 6, 0:2 Geurts 58, 1:2 Smolarek 65                                                                                  |
| CSKA Sofia – Real Sociedad 1:0 i 0:0 1 16.09 1981 1:0 Jonczew 89 2 30.09 1981 |
| Progrès Niedercorn – Glentoran F.C. 1:1 i 0:4 1 16.09 1981 0:1 Cleary 1, 1:1 Meunier 27 2 30.09 1981 0:1 Blackledge 30, 0:2 Jameson 53, 0:3 Manley 75, 0:4 Blackledge 76 |
| IK Start – AZ 67 Alkmaar 1:3 i 0:1 1 16.09 1981 0:1 Peters 16, 0:2 Peters 23, 0:3 Kist 48, 1:3 Haugen 79 2 30.09 1981 0:1 Toi 86 |
| Oulun Palloseura – Liverpool 0:1 i 0:7 1 16.09 1981 0:1 Dalglish 84 2 30.09 1981 0:1 Dalglish 27, 0:2 McDermott 39, 0:3 R. Kennedy 46, 0:4 Johnson 60, 0:5 Rush 68, 0:6 Lawrenson 73, 0:7 McDermott 74,                                                                        |
| CS Universitatea Craiova – Olympiakos SFP 3:0 i 0:2 1 16.09 1981 1:0 Cirtu 6, 2:0 Irimescu 66, 3:0 Ticleanu 89 2 30.09 1981 0:1 Mitropoulos 36, 0:2 Anastopoulos 60 |
| Kjøbenhavns Boldklub – Athlone Town 1:1 i 2:2 1 16.09 1981 0:1 O’Connor 4, 1:1 Tune 10 2 30.09 1981 1:0 Larsen 15, 2:0 Andersen 53, 2:1 Davis 73, 2:2 Davis 87 |
| SL Benfica – Omonia Nikozja 3:0 i 1:0 1 16.09 1981 1:0 Nene 54, 2:0 Filipović 67, 3:0 Carlos Manuel 81 2 30.09 1981 1:0 Chalana 75 |
| Östers IF – Bayern Monachium 0:1 i 0:5 1 16.09 1981 0:1 K.H. Rummenigge 75 2 30.09 1981 0:1 D. Hoeness 24, 0:2 K.H. Rummenigge 27, 0:3 Niedermayer 31, 0:4 D. Hoeness 58, 0:5 K.H. Rummenigge 68                                                                               |

## II runda
| Dynamo Berlin – Aston Villa 1:2 i 1:0 1 21.10 1981 0:1 Morley 5, 1:1 Riediger 50, 1:2 Morley 85 2 04.11 1981 1:0 Terletzki 15                                                                                        |
| Austria Wiedeń – Dynamo Kijów 0:1 i 1:1 1 21.10 1981 0:1 Bal 23 2 04.11 1981 1:0 Petko 23, 1:1 Burjak 37k |
| Baník Ostrawa – FK Crvena zvezda Belgrad 3:1 i 0:3 1 21.10 1981 1:0 Lička 2, 2:0 Lička 44, 2:1 Krmpotić 51, 3:1 Knapp 88k 2 04.11 1981 0:1 B. Dżurovski 16, 0:2 D. Savić 50, 0:3 Petrović 62                         |
| RSC Anderlecht – Juventus F.C. 3:1 i 1:1 1 21.10 1981 1:0 Geurts 24, 1:1 Marocchino 39, 2:1 Geurts 56, 3:1 Vercauteren 88 2 04.11 1981 1:0 Geurts 41, 1:1 Brio 79                                                    |
| CSKA Sofia – Glentoran F.C. 2:0 i 1:2 (dog) 1 21.10 1981 1:0 Dimitrow 8, Zdrawkow 35k 2 04.11 1981 0:1 Cleary 67, 0:2 Manley 71, 1:2 Aliocha 115s                                                                    |
| AZ 67 Alkmaar – Liverpool 2:2 i 2:3 1 21.10 1981 0:1 Johnson 22, 0:2 Lee 48, 1:2 Kist 59, 2:2 Toi 86 (mecz w Amsterdamie) 2 04.11 1981 0:1 Mc Dermott 53k, 1:1 Kist 55, 1:2 Rush 68, 2:2 Thompson 73s, 2:3 Hansen 84 |
| Kjøbenhavns Boldklub – CS Universitatea Craiova 1:0 i 1:4 1 21.10 1981 1:0 Posgaard 8 2 04.11 1981 0:1 Crisan 8, 0:2 Balaci 25, 0:3 Beldeanu 54, 0:4 Camataru 72, 1:4 Andersen 74                                    |
| SL Benfica – Bayern Monachium 0:0 i 1:4 1 21.10 1981 2 04.11 1981 0:1 D. Hoeness 28, 0:2 D. Hoeness 36, 0:3 D. Hoeness 55, 1:3 Nene 63k, 1:4 Breitner 82                                                             |

## 1/4 finału
| Dynamo Kijów – Aston Villa 0:0 i 0:2 1 03.03 1982 (mecz w Symferopolu) 2 17.03 1982 0:1 Shaw 4, 0:2 McNaught 44                                                                      |
| RSC Anderlecht – FK Crvena zvezda Belgrad 2:1 i 2:1 1 03.03 1982 1:0 Geurts 27, 1:1 B. Dżurovski 52, 2:1 Lozano 63 2 17.03 1982 1:0 Hofkens 33, 1:1 D. Savić 45k, 2:1 Vercauteren 60 |
| Liverpool – CSKA Sofia 1:0 i 0:2 (dog) 1 03.03 1982 1:0 Whelan 65 2 17.03 1982 0:1 Mładenow 77, 0:2 Mładenow 101                                                                     |
| CS Universitatea Craiova – Bayern Monachium 0:2 i 1:1 1 03.03 1982 0:1 Breitner 7, 0:2 K.H. Rummenigge 20 2 17.03 1982 0:1 D. Hoeness 21, 1:1 Geolgau 30                             |

## 1/2 finału
| Aston Villa – RSC Anderlecht 1:0 i 0:0 1 07.04 1982 1:0 Morley 27 2 21.04 1982 |
| CSKA Sofia – Bayern Monachium 4:3 i 0:4 1 07.04 1982 1:0 G. Dimitrow 7, 2:0 Jonczew 13, 3:0 Zdrawkow 18k, 3:1 Dürnberger 27, 4:1 Jonczew 49, 4:2 D. Hoeness 82, 4:3 Breitner 83 2 21.04 1982 0:1 Breitner 41, 0:2 Breitner 46k, 0:3 K.H. Rummenigge 64, 0:4 K.H. Rummenigge 76 |

## Finał
| 26 maja 1982 Rotterdam Stadion De Kuip (46 000) Aston Villa – Bayern Monachium 1:0 (0:0) Sędzia: Georges Konrath (Francja) Bramki: 1:0 Peter Withe 67 Żółte kartki: Williams / – Aston Villa Football Club (trener Tony Barton): Jimmy Rimmer (10 Nigel Spink) – Kenny Swain, Allan Evans, Ken McNaught, Gary Williams, Des Bremner, Gordon Cowans, Dennis Mortimer, Gary Shaw, Peter Withe, Tony Morley Fußball-Club Bayern München (trener Pál Csernai): Manfred Müller – Wolfgang Dremmler, Hans Weiner, Klaus Augenthaler, Udo Horsmann, Reinhold Mathy (52 Günther Güttler), Paul Breitner, Wolfgang Kraus (79 Kurt Niedermayer), Bernd Dürnberger, Karl-Heinz Rummenigge, Dieter Hoeneß |